# Jacqueline Lorient
Jacqueline Lorient-Segan (ur. 13 maja 1928 w Bordeaux, zm. 8 czerwca 2000 tamże) – francuska florecistka, srebrna medalistka mistrzostw świata.
Podczas mistrzostw świata w Rzymie w 1955 roku Francuzki w składzie: Kate Bernheim, Renée Garilhe, Jacqueline Lorient, Françoise Mailliard, Jacqueline Thomas i Régine Veronnet zdobyły srebrny medal w zawodach drużynowych. Był to jej jedyny medal wywalczony w zawodach tego cyklu.
Nigdy nie wzięła udziału w igrzyskach olimpijskich.